# Squash-Weltmeisterschaften im Doppel und Mixed 2017
Die 5. Squash-Weltmeisterschaften im Doppel und Mixed (offiziell: WSF World Doubles Squash Championships) der Herren und Damen fanden vom 1. bis 5. August 2017 in Manchester im Vereinigten Königreich statt. Im Rahmen der Weltmeisterschaften wurden Konkurrenzen im Herrendoppel, Damendoppel und im Mixed gespielt. Austragungsort war das National Squash Centre.
Es traten insgesamt elf Nationalmannschaften an, die zusammen 49 Teams stellten: 16 bei den Herren, 13 bei den Damen und 20 im Mixed.

## Herrendoppel

### Setzliste
| Nr. | Paarung                        | Erreichte Runde |
| --- | ------------------------------ | --------------- |
| 01. | Alan Clyne Greg Lobban         | Finale          |
| 02. | Ryan Cuskelly Cameron Pilley   | Sieg            |
| 03. | Zac Alexander David Palmer     | Viertelfinale   |
| 04. | Paul Coll Campbell Grayson     | Halbfinale      |
| 05. | Declan James James Willstrop   | Halbfinale      |
| 06. | Tom Richards Daryl Selby       | Viertelfinale   |
| 07. | Peter Creed Joel Makin         | Viertelfinale   |
| 08. | Mohd Nafiizwan Adnan Ivan Yuen | Gruppenphase    |

| Nr. | Paarung                             | Erreichte Runde |
| --- | ----------------------------------- | --------------- |
| 09. | Vikram Malhotra Mahesh Mangaonkar   | Gruppenphase    |
| 10. | Evan Williams Lance Beddoes         | Gruppenphase    |
| 11. | Andrés Herrera Juan Vargas          | Gruppenphase    |
| 12. | Douglas Kempsell Kevin Moran        | Gruppenphase    |
| 13. | Dylan Bennett Piëdro Schweertman    | Viertelfinale   |
| 14. | Christo Potgieter Jean-Pierre Brits | Gruppenphase    |
| 15. | Mohd Syafiq Kamal Eain Yow Ng       | Gruppenphase    |
| 16. | David Baillargeon Shawn Delierre    | Gruppenphase    |

## Damendoppel

### Setzliste
| Nr. | Paarung                           | Erreichte Runde |
| --- | --------------------------------- | --------------- |
| 01. | Joelle King Amanda Landers-Murphy | Sieg            |
| 02. | Joshna Chinappa Dipika Pallikal   | Halbfinale      |
| 03. | Rachael Grinham Donna Urquhart    | Halbfinale      |
| 04. | Laura Massaro Sarah-Jane Perry    | Viertelfinale   |
| 05. | Alison Waters Jenny Duncalf       | Finale          |
| 06. | Rachel Arnold Nicol David         | Viertelfinale   |
| 07. | Tesni Evans Deon Saffery          | Viertelfinale   |

| Nr. | Paarung                               | Erreichte Runde |
| --- | ------------------------------------- | --------------- |
| 08. | Nikki Todd Samantha Cornett           | Viertelfinale   |
| 09. | Natalie Grinham Milou van der Heijden | Gruppenphase    |
| 10. | Catalina Peláez Laura Tovar           | Gruppenphase    |
| 11. | Sarah Cardwell Christine Nunn         | Gruppenphase    |
| 12. | Lisa Aitken Carrie Hallam             | Gruppenphase    |
| 13. | Cheyna Tucker Alexandra Fuller        | Gruppenphase    |

## Mixed

### Setzliste
| Nr. | Paarung                         | Erreichte Runde |
| --- | ------------------------------- | --------------- |
| 01. | Joelle King Paul Coll           | Sieg            |
| 02. | Dipika Pallikal Saurav Ghosal   | Viertelfinale   |
| 03. | Donna Urquhart Cameron Pilley   | Viertelfinale   |
| 04. | Rachael Grinham David Palmer    | Halbfinale      |
| 05. | Alison Waters Daryl Selby       | Finale          |
| 06. | Joshna Chinappa Vikram Malhotra | Viertelfinale   |
| 07. | Tesni Evans Peter Creed         | Halbfinale      |
| 08. | Victoria Lust Adrian Waller     | Gruppenphase    |
| 09. | Deon Saffery Joel Makin         | Gruppenphase    |
| 10. | Samantha Cornett Shawn Delierre | Gruppenphase    |

| Nr. | Paarung                             | Erreichte Runde |
| --- | ----------------------------------- | --------------- |
| 11. | Amanda Landers-Murphy Zac Millar    | Gruppenphase    |
| 12. | Natalie Grinham Piëdro Schweertman  | Gruppenphase    |
| 13. | Nikki Todd David Baillargeon        | Gruppenphase    |
| 14. | Catalina Peláez Andrés Herrera      | Gruppenphase    |
| 15. | Rachel Arnold Mohd Syafiq Kamal     | Gruppenphase    |
| 16. | Lisa Aitken Douglas Kempsell        | Viertelfinale   |
| 17. | Milnay Louw Christo Potgieter       | Gruppenphase    |
| 18. | Milou van der Heijden Dylan Bennett | Gruppenphase    |
| 19. | Carrie Hallam Chris Leiper          | Gruppenphase    |
| 20. | Laura Tovar Juan Vargas             | Gruppenphase    |